# Ярмилко, Юрий Анатольевич
Юрий Анатольевич Ярмилко (укр. Юрій Анатолійович Ярмілко; 18 октября 1958 года, Золотоноша, Черкасская область) — украинский дипломат . Чрезвычайный и Полномочный Посланник первого класса. Генеральный консул Украины во Франкфурте-на-Майне (2001—2006). Генеральный консул Украины в Мюнхене (2007—2012). Генеральный консул Украины в Гамбурге (с 2012 по 2017). Генеральный консул Украины в Мюнхене с 2017 — по настоящее время.

## Биография
Родился 18 октября 1958 года в городе Золотоноша Черкасской области. В 1981 г. окончил факультет международных отношений и международного права Киевского государственного университета им. Т.Шевченко .
В 1981—1983 гг. — старший инспектор Учебно-методического кабинета по проблемам высшей школы при Министерстве высшего образования УССР
В 1983—1990 гг. — Инспектор, старший инспектор ³
В 1986—1989 гг. — служба в Вооружённых Силах СССР.
С 12.1990 по 07.1992 — Третий, второй секретарь отдела информации и пресс-центра Министерства иностранных дел Украины
С 07.1992 по 01.1998 гг. — второй, первый секретарь Посольства Украины в Республике Австрия .
С 04.1998 по 09.1998 гг. — Исполняющий обязанности заместителя, заместитель начальника Управления информации — заведующий пресс-центром МИД Украины
С 09.1998 по 01.2001 гг. — заведующий отделом Консульского управления МИД Украины
С 01.2001 по 07.2001 гг. — заместитель начальника Управления консульско-правового обеспечения Министерства иностранных дел Украины
С 07.2001 по 01.2006 гг. — Генеральный консул Украины во Франкфурте-на-Майне
С 04.2006 по 11.2007 — Заместитель директора Департамента кадров МИД Украины
С 14.11.2007 по 04.2012 гг. — Генеральный консул Украины в Мюнхене
С 2012 по 2017 — Генеральный консул Украины в Гамбурге
с 2017 — по настоящее время — Генеральный консул Украины в Мюнхене

## Дипломатический ранг
Чрезвычайный и Полномочный Посланник первого класса.